# Nam Sách (huyện)
Nam Sách là một huyện cũ thuộc tỉnh Hải Dương, Việt Nam.

## Địa lý
Huyện Nam Sách nằm ở phía bắc của tỉnh Hải Dương, có vị trí địa lý:
- Phía đông giáp thị xã Kinh Môn và huyện Kim Thành
- Phía tây giáp huyện Cẩm Giàng và huyện Lương Tài, tỉnh Bắc Ninh
- Phía nam giáp thành phố Hải Dương
- Phía bắc giáp thành phố Chí Linh.[3]

Tính đến ngày 1 tháng 4 năm 2019, dân số toàn huyện có 167.089 người, mật độ trung bình 1.533 người/km².
Công dân thứ 90 triệu của Việt Nam là người Nam Sách, Hải Dương. Nguyễn Thị Thùy Dương sinh lúc 2h45 phút ngày 1 tháng 11 năm 2013, nặng 3,2 kg.
Tính chất đất đai cũng như địa hình của huyện mang đặc tính địa hình của đất phù sa sông Thái Bình. Độ cao so với mực nước biển trung bình là 0,60 m.
Đất ở Nam Sách được hình thành do sự bồi lắng phù sa của sông Thái Bình, sông Kinh Thày, sông Lai Vu,... Đất đai màu mỡ phù hợp với sự sinh trưởng phát triển của các cây nông nghiệp, đặc biệt là các cây vụ đông như hành, tỏi, ...
Huyện Nam Sách về cơ bản cả bốn phía đều có sông bao bọc, gồm các sông Thái Bình, sông Kinh Thày, sông Lai Vu. Do vậy nguồn nước khá dồi dào, phục vụ sản xuất nông nghiệp và sinh hoạt dân cư. Tuy nhiên, đây cũng là một khó khăn cho huyện do giao thông không được thuận lợi và nguy cơ ngập lụt về mùa mưa.

## Hành chính
Huyện Nam Sách có 15 đơn vị hành chính cấp xã trực thuộc, bao gồm thị trấn Nam Sách (huyện lỵ) và 14 xã: An Bình, An Phú, An Sơn, Cộng Hòa, Đồng Lạc, Hiệp Cát, Hồng Phong, Hợp Tiến, Minh Tân, Nam Hưng, Nam Tân, Quốc Tuấn, Thái Tân, Trần Phú.

## Lịch sử

### Tên gọi
Nam Sách là huyện có lịch sử phát triển lâu đời, con người đến sinh cơ lập nghiệp khá sớm. Theo kết quả khảo cổ học gần đây nhất cho thấy ngay từ đầu Công nguyên, mảnh đất này đã có con người sinh sống. Tên Nam Sách có từ rất lâu rồi và có nhiều truyền thuyết về tên Nam Sách.
Một trong những truyền thuyết liên quan đến vua Ngô Quyền. Phạm Chiêm là một hào trưởng ở vùng Trà Hương (Nam Sách Giang) giúp Ngô Quyền trong chiến thắng Bạch Đằng năm 938 và đã cưu mang con trai Ngô Quyền là Ngô Xương Ngập năm 944. Sau khi giành lại ngôi vua Ngô Xương Văn xưng vương lấy hiệu là Nam Tấn Vương và Ngô Xương Ngập lấy hiệu là Thiên Sách Vương, mỗi người lấy một từ của tên "Nam Sách" để tỏ lòng ghi nhớ về vùng đất này.
Một truyền thuyết nữa là: trong lịch sử, vùng Nam Sách có rất nhiều vị đỗ đạt cao (trạng nguyên, tiến sỹ,...) nên cũng có nhiều ý kiến cho rằng: Nam Sách tức là "Sách của trời Nam".
Đến đời nhà Lý cũng có tên là Nam Sách Giang. Nam Sách là nơi phát tích của hai dòng họ Việt Nam đó là dòng họ Phạm (Trà Hương) và họ Mạc (Long Động).
Thời nhà Trần, Nam Sách là tên gọi của một xứ, bao gồm Chí Linh, Nam Sách, Thanh Hà và Tiên Lãng (Hải Phòng) ngày nay. Cuối thời nhà Trần, nó là tên gọi của một châu (Nam Sách châu) thuộc phủ Lạng Giang. Đầu thời kỳ Lê sơ, là tên gọi của một lộ, bao gồm Nam Sách thượng và Nam Sách hạ.
Đến thời Lê Nhân Tông là tên gọi của một phủ. Đến năm 1466, Lê Thánh Tông chia cả nước thành 13 đạo thừa tuyên, Nam Sách là một trong số đó. Tháng 4 năm 1469, nó lại chỉ là tên gọi của một phủ, do đạo thừa tuyên Nam Sách đã đổi thành Hải Dương. Trong thành phần phủ Nam Sách khi đó có các huyện Thanh Lâm, Chí Linh, Thanh Hà và Tiên Minh (Tiên Lãng ngày nay). Thời Hậu Lê, trụ sở phủ Nam Sách đặt tại Vạn Tải (nay thuộc xã Hồng Phong). Tới năm Gia Long 7 (1806) chuyển về Tổng Xá (xã Thanh Quang ngày nay). Năm 1898, bỏ cấp phủ. Tên gọi huyện Nam Sách có lẽ có từ khi này.

### Lịch sử hành chính
Từ năm 1947 đến năm 1955, huyện thuộc tỉnh Quảng Yên. Tháng 2 năm 1955, huyện được chuyển về tỉnh Hải Dương.
Huyện Nam Sách khi đó gồm có 24 xã: Ái Quốc, An Bình, An Châu, An Lâm, An Sơn, Cộng Hòa, Đồng Lạc, Hiệp Cát, Hồng Phong, Hợp Tiến, Minh Tân, Nam Chính, Nam Đồng, Nam Hồng, Nam Hưng, Nam Tân, Nam Trung, Ngọc Châu, Phú Điền, Quốc Tuấn, Thái Tân, Thanh Lâm, Thanh Quang, Thượng Đạt.
Ngày 14 tháng 8 năm 1969, xã Ngọc Châu được sáp nhập vào thị xã Hải Dương.
Ngày 24 tháng 2 năm 1979, Hội đồng Chính phủ ban hành Quyết định 70-CP. Theo đó, sáp nhập huyện Nam Sách với huyện Thanh Hà thành huyện Nam Thanh.
Ngày 26 tháng 8 năm 1989, chuyển xã Thanh Lâm thành thị trấn Nam Sách.
Ngày 17 tháng 2 năm 1997, Chính phủ ban hành Nghị định 11-CP. Theo đó, chia lại huyện Nam Thanh thành hai huyện Nam Sách và Thanh Hà.
Ngày 19 tháng 3 năm 2008, Chính phủ ban hành Nghị định số 30/2008/NĐ-CP. Theo đó, sáp nhập các xã Nam Đồng, Ái Quốc, An Châu, Thượng Đạt vào thành phố Hải Dương.
Ngày 24 tháng 10 năm 2024, Ủy ban Thường vụ Quốc hội ban hành Nghị quyết số 1250/NQ-UBTVQH15 về việc sắp xếp đơn vị hành chính cấp xã của tỉnh Hải Dương giai đoạn 2023 – 2025 (nghị quyết có hiệu lực từ ngày 1 tháng 12 năm 2024). Theo đó:
- Sáp nhập xã Nam Hồng vào thị trấn Nam Sách.
- Sáp nhập xã Thanh Quang vào xã Quốc Tuấn.
- Thành lập xã Trần Phú trên cơ sở xã Nam Chính và xã Nam Trung.
- Thành lập xã An Phú trên cơ sở xã An Lâm và xã Phú Điền.

Huyện Nam Sách có 1 thị trấn và 14 xã như hiện nay.

## Kinh tế - xã hội

### Nông nghiệp
Khuyến khích phát triển kinh tế hộ và kinh tế trang trại, ứng dụng tiến bộ khoa học kỹ thuật, công nghệ sinh học, đưa giống cây trồng, vật nuôi mới vào sản xuất. Mở rộng diện tích mặt nước nuôi trồng thủy sản, với những con có giá trị kinh tế cao như tôm, cá rô phi đơn tính, cá chim trắng. Giai đoạn 2006 - 2010, phấn đấu đưa tốc độ phát triển của ngành nông nghiệp đạt 7,6 - 7,8% /năm; tổng thu trên 1 ha diện tích đất nông nghiệp vào năm 2010 đạt 53 triệu đồng/ha.
Diện tích trên 800 ha nuôi trồng thủy sản, 1.038,5 ha sông ngòi tự nhiên và 500 ha đất bãi trũng cấy lúa được chuyển đổi sang đào ao lập vườn phát triển nuôi trồng thủy sản.

### Công nghiệp
Trước kia Nam Sách có làng nghề gốm cực kỳ nổi tiếng là gốm Chu Đậu, từ năm 1995 bắt đầu phục hồi làng nghề gốm này. Huyện đã có khu công nghiệp Nam Sách được Chính phủ phê duyệt trên 63 ha, cụm công nghiệp An Đồng đã được tỉnh phê duyệt trên 35 ha. Khu Công nghiệp Cộng Hoà. Ngoài ra một số doanh nghiệp đã đầu tư vào thị trấn Nam Sách, xã Minh Tân; khả năng dành đất cho công nghiệp ở dọc đường 183, đường 17 của huyện còn lớn. Được sự quan tâm của chính quyền địa phương, nhiều doanh nghiệp đã phát triển và trở thành các doanh nghiệp lớn trong nhiều lĩnh vực trọng yếu của đất nước như một số Công ty cổ phần được xây dựng, góp phần phát triển kinh tế địa phương ổn định quốc phòng và an ninh, giúp cho hàng ngàn thanh niên có việc làm...

### Làng nghề
Tuy có ít các khu hay cụm công nghiệp nhưng Nam Sách là địa phương có nhiều làng nghề, nghề phụ. Các ngành nghề thủ công, nghề phụ đã đưa Nam Sách trở thành huyện khá của tỉnh Hải Dương. Các làng nghề, nghề phụ:
- Làng nghề làm hương Đông Thôn (Quốc Tuấn)
- Làng nghề làm hương An Xá (Quốc Tuấn)
- Nghề mộc, gỗ ở Ngô Đồng (Nam Hưng)
- Bún bánh Lang Khê (An Phú)
- Sấy nông sản, hành tỏi Mạn Đê (Trần Phú)
- Nghề làm hương thôn Hoàng Xá (Trần Phú)
- Gốm Chu Đậu (nét đẹp xưa), xã Thái Tân
- Làng nghề làm hương Trực Trì (Quốc Tuấn)
- Vật liệu bãi Lấu Khê (Hiệp Cát)
- Trồng hoa Phù Liễn (Hồng Phong)
- Làng nghề làm hương Tống Xá (Quốc Tuấn)
- Gom cầy chó, nhận giết mổ An Xá (Quốc Tuấn)
- Nuôi trồng thủy sản, cá lồng Nam Tân
- Làng có nghề làm hương Tống Phố, Hà Liễu, Lương Gián...

### Giáo dục
Hệ thống giáo dục huyện Nam Sách gồm các trường phổ thông trung học từ lớp 10->12. Ở mỗi xã đều có các trường phổ thông cơ sở từ lớp 6->9 và các trường tiểu học từ lớp 5 trở xuống.
Có 3 trường THPT học chính quy là: 
1. Trường THPT Nam Sách,
2. Trường THPT Mạc Đĩnh Chi
3. Trường THPT Nam Sách II.

## Du lịch

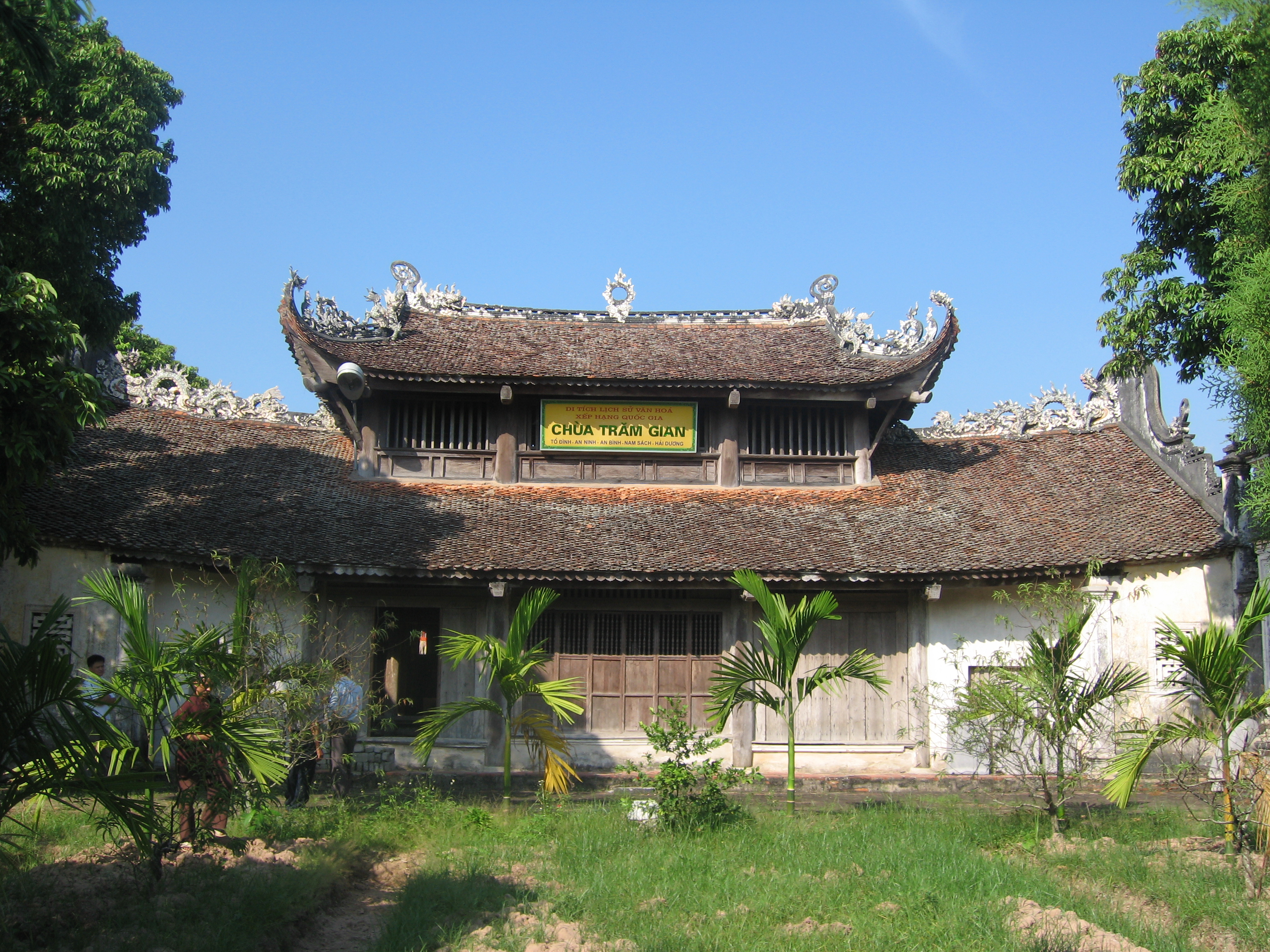
Chùa Trăm Gian ở làng An Đông, xã An Bình, huyện Nam Sách, Hải Dương

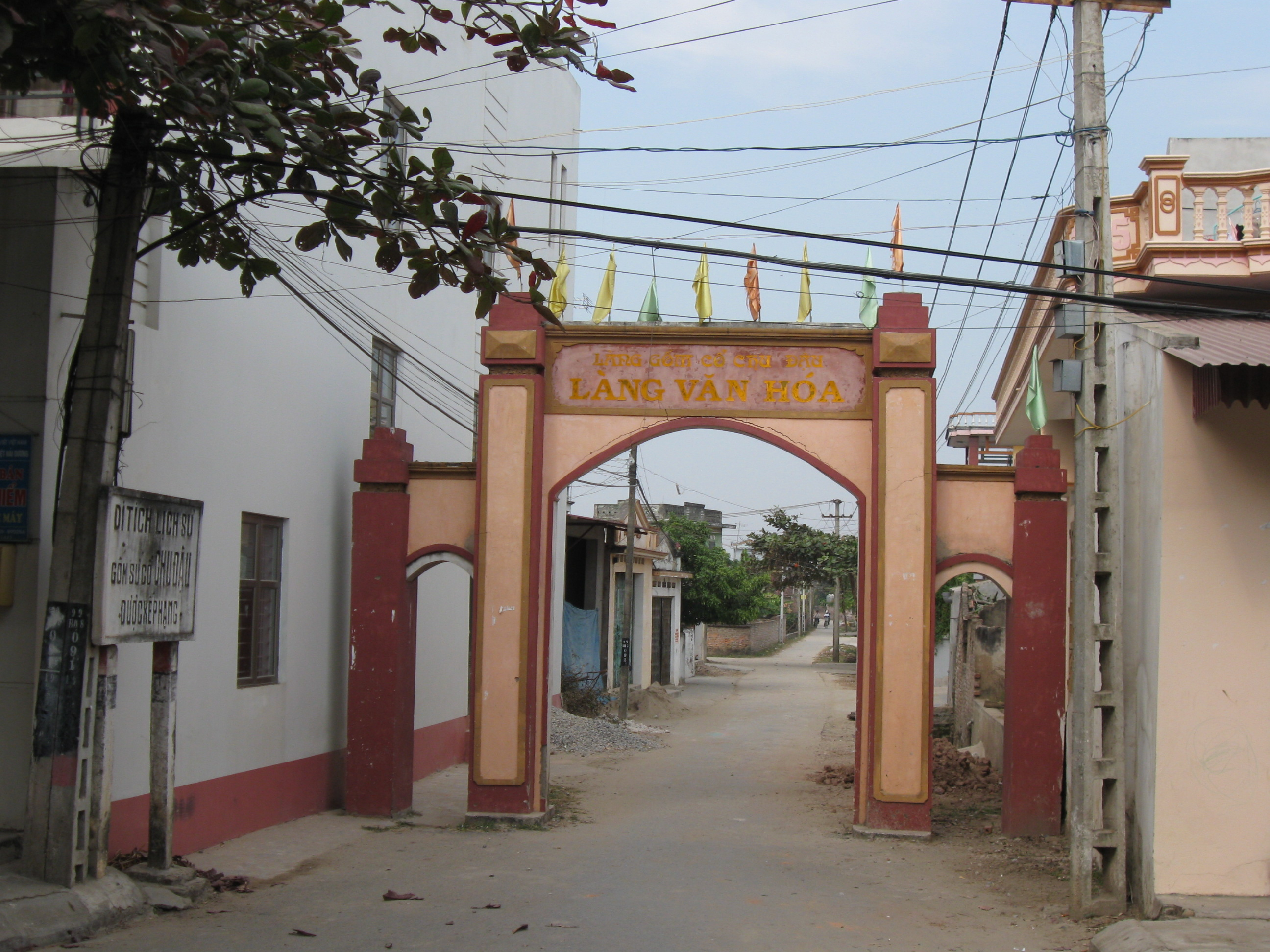
Cổng làng gốm cổ Chu Đậu

Toàn huyện có nhiều di tích lịch sử đền, chùa, miếu, trong đó có 12 di tích được Nhà nước xếp hạng, mặt khác Nam Sách là một miền quê trù phú về phát triển cây vụ đông xuân, phát triển các làng nghề, phải kể đến 2 làng nghề là sấy rau quả ở Mạn Thạch Đê (xã Nam Trung) và làm hương (xã Quốc Tuấn). Đó là những tiềm năng để huyện có thể phát triển du lịch, văn hoá, thu hút khách tham quan, tìm hiểu lịch sử văn hoá dân tộc.
Khu di tích lịch sử Chùa Trăm Gian mới được nhà nước cấp kinh phí tu bổ tôn tạo với mức kinh phí lên tới 13 tỷ đồng, vào năm 2009 toàn bộ khu di tích đã được sửa xong toàn bộ. Hiện khu di tích có đủ toàn bộ 100 gian như lúc đầu mới xây dựng.

## Giao thông

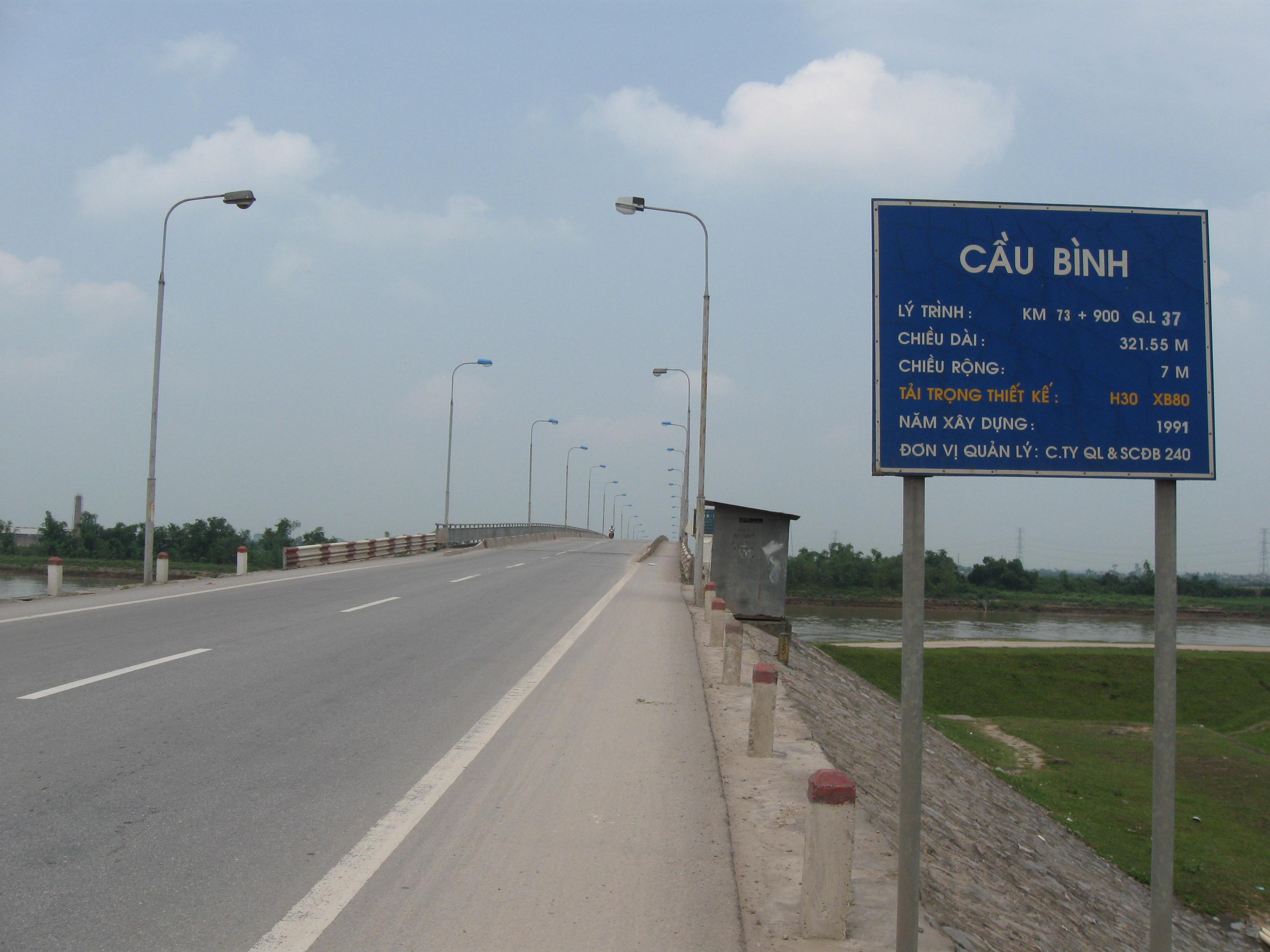
Cầu Bình bắc qua sông Kinh Thày nối liền Nam Sách với Chí Linh

Nam Sách nằm ở trung tâm của tam giác kinh tế Hà Nội - Hải Phòng - Quảng Ninh, có hệ thống giao thông tổng thể không phải là không thuận lợi, mặc dù có sông bao bọc gần như bốn phía: đường 37 nối Hà Nội, Hải Phòng với Quảng Ninh (qua cầu Bình), có đường sông dài gần 50 km. Đây là một huyện có đầy đủ các điều kiện về địa lý, giao thông, cơ sở hạ tầng để phục vụ cho việc phát triển các khu công nghiệp, kinh tế trang trại, mặt khác theo chủ trương phát triển tổng thể của Tỉnh đến năm 2015 thì việc xây dựng thêm cầu Hàn nối liền Thành phố Hải Dương (chạy thẳng từ Thành phố Hải Dương xuyên qua đường vành đai các Thôn Trúc Khê, Nham Cáp, Nhân Lễ và La Xuyên nối thẳng với đường quốc lộ 37 để hình thành một tuyến lộ Hải Dương - Quảng Ninh). Đây chính là tiền đề để biến Nam Sách thành một trung tâm khu vực, điểm liên kết với các Tỉnh như Hà Nội, Hải Phòng và Quảng Ninh. Nhờ điều kiện thuận lợi về cơ sở hạ tầng, giao thông mà Nam Sách đang dần trở thành một huyện có lợi thế thu hút vốn đầu tư lớn nhất so với các huyện trong toàn Tỉnh. Ở đây có dự án đường cao tốc Nội Bài – Bắc Ninh – Hạ Long đi qua hiện đang được đầu tư.

## Danh nhân

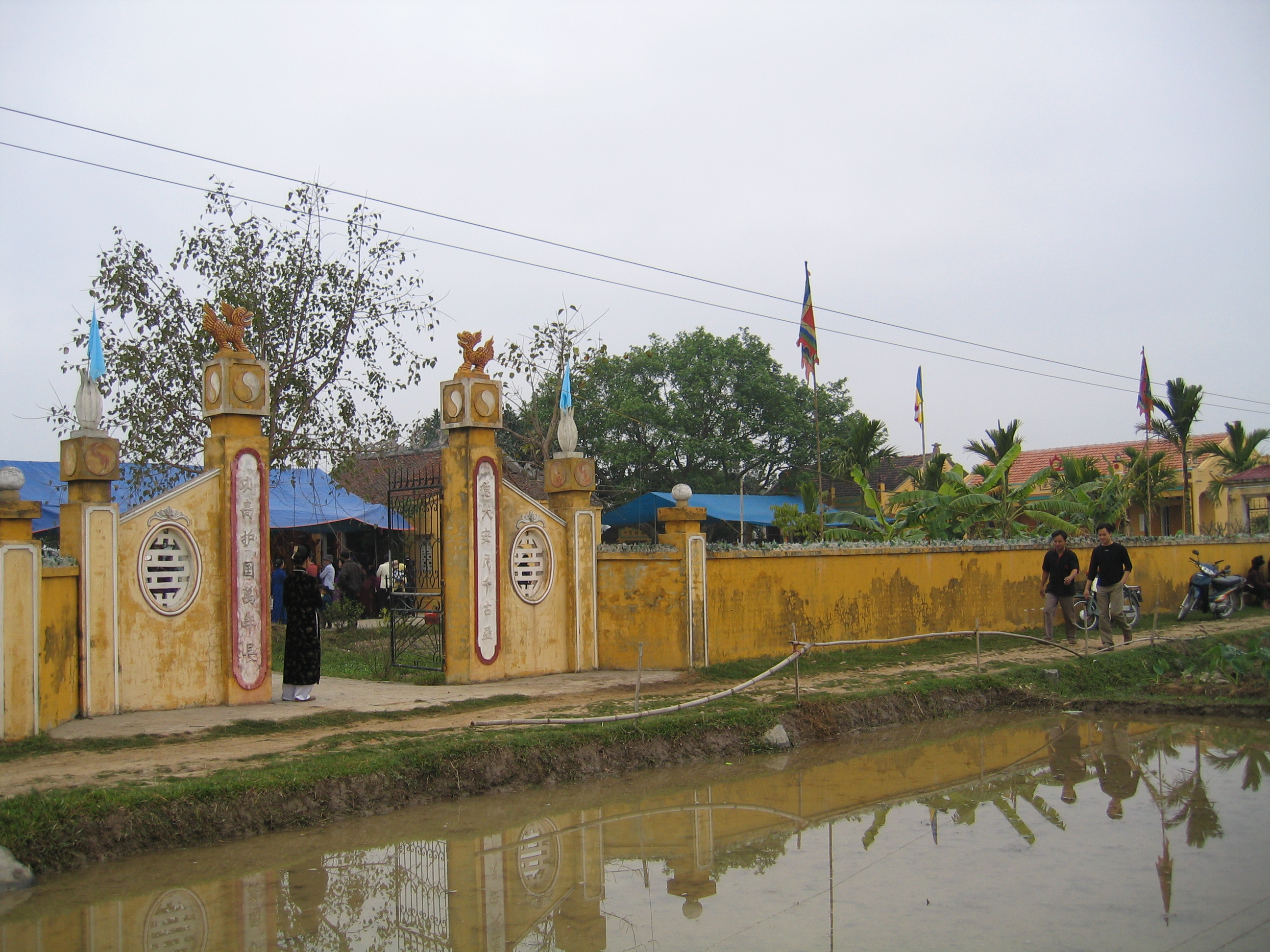
Đền thờ Phạm Chiêm ở Thuỵ Trà, Nam Trung, Nam Sách, Hải Dương

- Phạm Chiêm (Phạm Lệnh Công) người đã cưu mang con trai Ngô Quyền (ông Tổ trung hưng nước Việt), có công xây dựng nhà Hậu Ngô Vương.
- Phạm Cự Lạng, cháu của Phạm Chiêm, người suy tôn Thập đạo tướng quân Lê Hoàn lên ngôi cửu ngũ.
- Mạc Đăng Dung, người mở đầu triều đại nhà Mạc.
- Ngô Hoán, một thành viên trong hội thơ Tao Đàn của Lê Thánh Tông.
- Pháp Loa-Ông tổ thứ 2 dòng thiền Trúc Lâm Yên Tử
- Trong thời kỳ phong kiến Hải Dương có 12 vị đỗ đại khoa (Thủ khoa Đại Việt hay Trạng nguyên) thì riêng huyện Nam Sách có 6 vị là:
  - Thủ khoa Minh kinh bác học Mạc Hiển Tích (1086), người Long Động, Nam Tân;
  - Trạng nguyên Trần Quốc Lặc (1256) người Uông Hạ, Minh Tân;
  - Trạng nguyên Mạc Đĩnh Chi (1304) người Long Động, Nam Tân;
  - Trạng nguyên Trần Sùng Dĩnh (1487) người Đồng Khê, An Phú;
  - Trạng nguyên Vũ Dương (1493) người Mạn Nhuế, Thanh Lâm (nay thuộc thị trấn Nam Sách).
  - Thám hoa Đặng Thì Thố (1559) người làng Thạc, An Châu (nay thuộc thành phố Hải Dương);

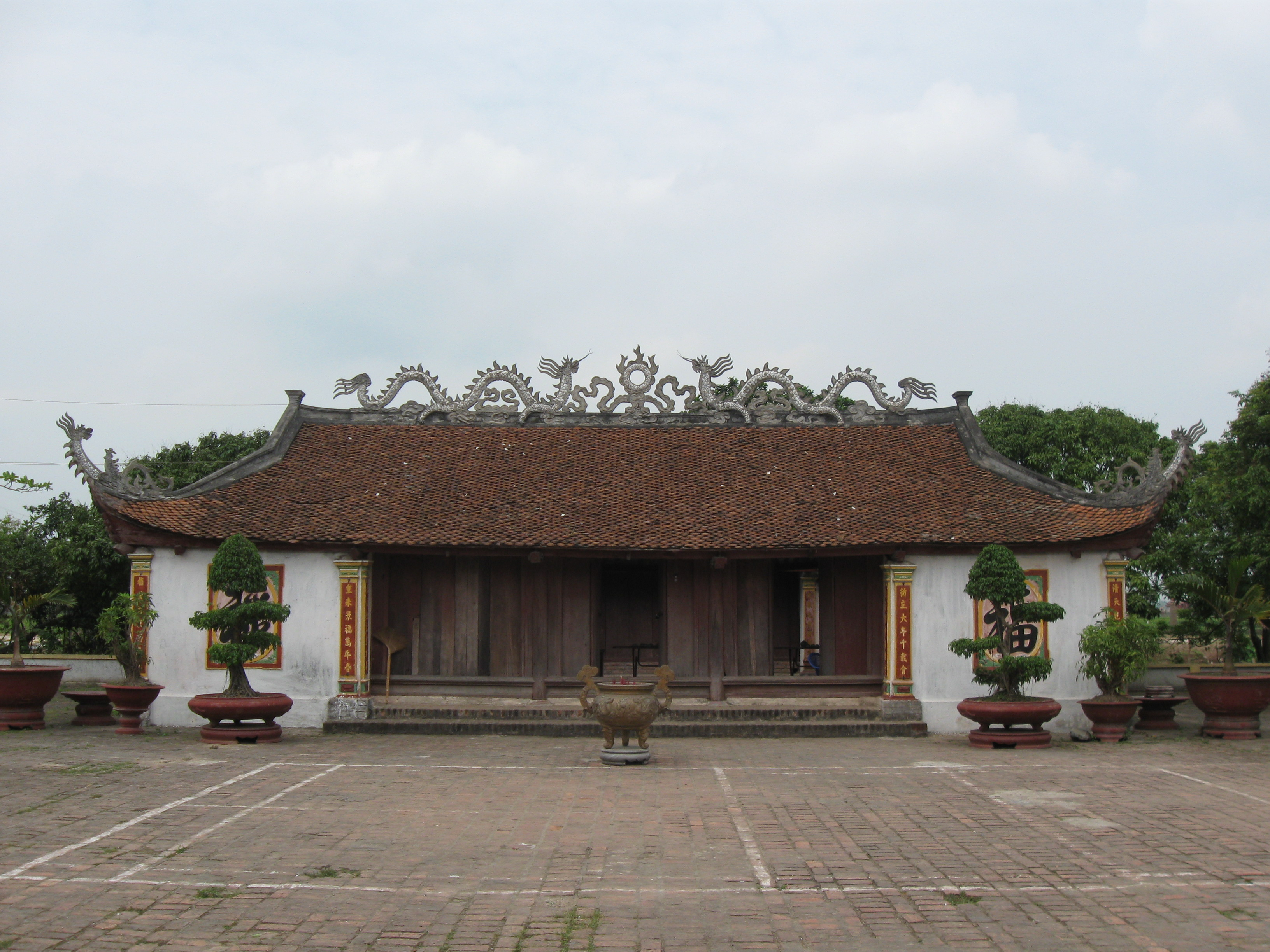
Đền thờ Lưỡng quốc Trạng nguyên Mạc Đĩnh Chi tại thôn Long Động, xã Nam Tân

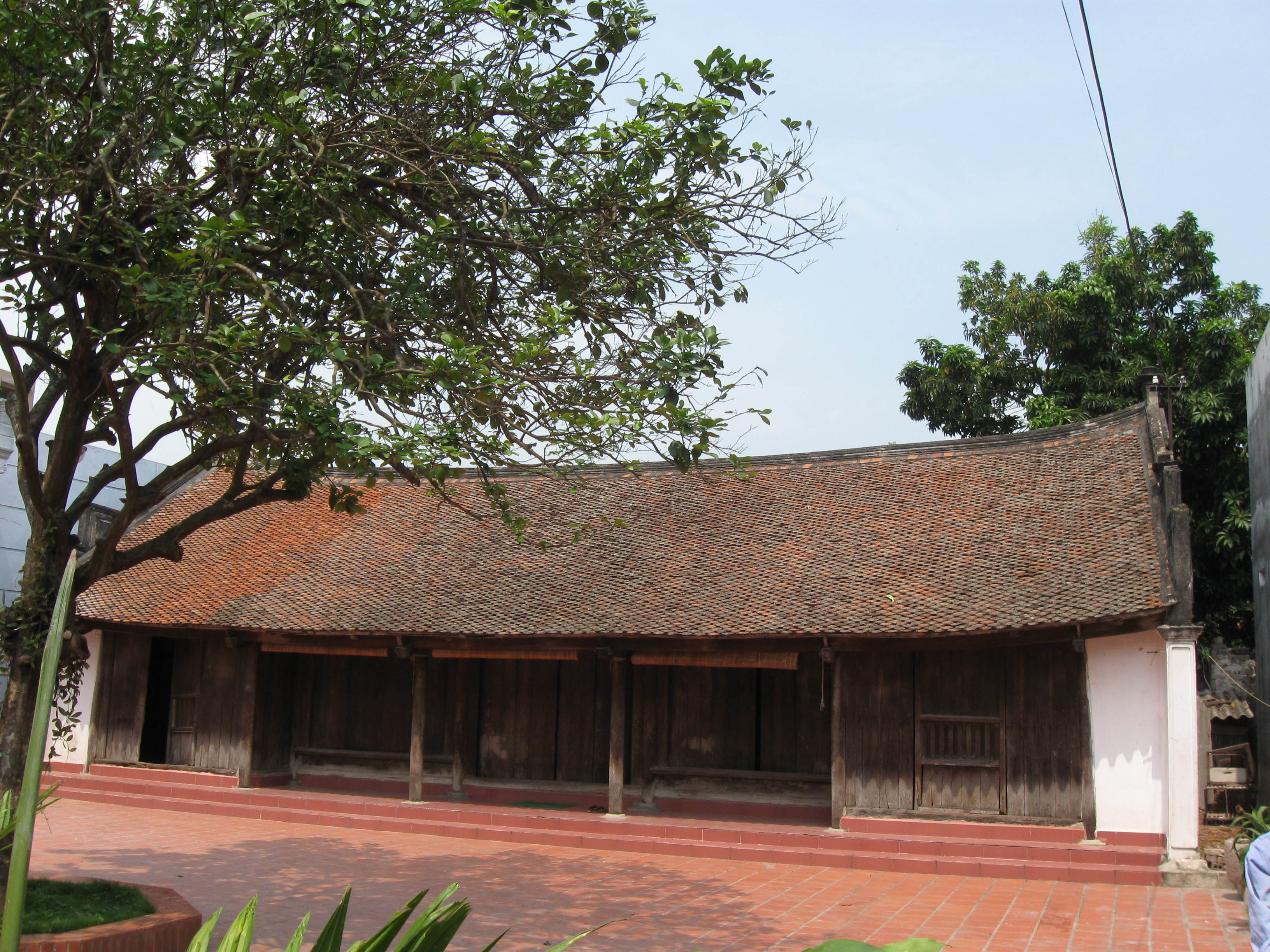
Nhà dân cổ hơn 200 năm tuổi tại thị trấn Nam Sách

- - Cụ tổ của Tổng đốc Hoàng Diệu người họ Mạc quê ở Nam Sách, di cư vào Quảng Nam sau một trận lụt lớn, đến Hoàng Diệu là đời thứ 7.
- Trong lịch sử hiện đại, người Nam Sách cũng có những đóng góp to lớn trong công cuộc xây dựng và bảo vệ Tổ quốc. Nam Sách có nhiều người được nhà nước Việt Nam tuyên dương là Anh hùng lực lượng vũ trang nhân dân như: Vũ Ngọc Diệu, Đỗ Chu Bỉ, Nguyễn Nhật Chiêu, Đặng Đức Song, Mạc Thị Bưởi, Nguyễn Trung Goòng, Nguyễn Đức Sáu, Nguyễn Đăng Lành. Năm 1978, huyện Nam Sách được tuyên dương là anh hùng lực lượng vũ trang.

### Truyền thống
Nam Sách đã từng là đại bản doanh của nhiều triều đại: Hai bà Trưng, nhà Tiền Lý, nhà Ngô, nhà Trần. Đây cũng là vùng đất của gốm Chu Đậu, chùa An Ninh (Chùa Trăm Gian xứ Đông)
Tại Nam Sách còn là nơi mai táng ông nội cụ Vũ Hồn là cụ Vũ Tiên Oanh (tại Đống Dờm, thị trấn Nam Sách), thủy tổ của một dòng họ Vũ/Võ của Việt Nam và Thành hoàng của làng Mộ Trạch giàu truyền thống khoa bảng.
Nơi đây còn là quê hương nhà thơ Trần Đăng Khoa, "vua chèo" Trần Đình Ngôn.

### Những sự kiện về Hồ Chí Minh với huyện Nam Sách
Báo Nhân dân số ra ngày ngày 21 tháng 4 năm 1955, đăng bài thơ của Hồ Chí Minh lấy bút danh C.B với tiêu đề "Nữ anh hùng Mạc Thị Bưởi"(Nữ anh hùng lực lượng vũ trang trong kháng chiến chống thực dân Pháp - quê ở xã Nam Tân, huyện Nam Sách).
Ngày 31 tháng 5 năm 1957 trên đường đi thăm Hải Phòng về Hà Nội, Hồ Chí Minh đã thăm xã Ái Quốc, nơi có phong trào nông dân sản xuất tốt.
Ngày 14 tháng 12 năm 1964 Hồ Chí Minh ký sắc lệnh số 54-LTC tặng Huân chương Lao động hạng III cho cán bộ và nhân dân huyện Nam Sách đã có thành tích xuất sắc trong việc chấp hành chính sách lương thực của nhà nước.
Ngày 15 tháng 2 năm 1965 Hồ Chí Minh về thăm xã Nam Chính, nơi có phong trào vệ sinh khá (3 công trình vệ sinh: nhà tắm, giếng khơi, hố xí hai ngăn). Hiện nay, tại Nam Chính đã xây dựng xong khu tưởng niệm Bác Hồ. Năm 2012, Chủ tịch nước Trương Tấn Sang đã về đây phát động Phong trào Vệ sinh yêu nước.